# فوجیوارا نو ریتسوشی
فوجیوارا نو ریتسوشی ((به ژاپنی: 九条立子 Fujiwara no Ritsushi)؛ ۱۱۹۲ – ۱۸ ژانویهٔ ۱۲۴۸) کوگو همسر  امپراتور جونتوکو و مادر امپراتور چوکیو اهل ژاپن بود.